# Extensão normal
Em álgebra abstrata, uma extensão de corpo algébrica N/K é chamado normal se verifica alguma das seguintes condições equivalentes:
- Para todo elemento {\displaystyle \alpha \in N}, o polinômio irredutível de α em K sobre a variável x, notado por {\displaystyle Irr(\alpha ,K;x)\in K[x]} decompõe-se completamente no corpo N (ou seja, todas suas raízes pertencem a N).
- N é corpo de decomposição de alguma família de polinômios {\displaystyle T\subseteq K[x]}.
- Dado um corpo {\displaystyle \Omega } algebricamente fechado, tal que {\displaystyle N\subseteq \Omega }, se cumpre que qualquer K-imersão {\displaystyle \sigma :N\to \Omega } é um automorfismo do corpo N relativo a K (i.e., {\displaystyle \sigma \in Aut_{K}(N)}).

Bourbaki chama tal extensão uma extensão quase-Galois.